# Saint-Benoît-du-Lac
Saint-Benoît-du-Lac è un comune del Canada, situato nella provincia del Québec, nella regione di Estrie.